# Søndeled
Søndeled er en by og en tidligere selvstændig kommune i Agder fylke i Norge, beliggende på grænsen  til Telemark fylke. Bygden er nu en del af  Risør kommune og omfatter næsten hele kommunen. Der bor mellem 3000 og 4000 indbyggere i bygden som er inddelt i Indre og Ytre Søndeled. De fleste bor i byerne  Søndeled   og Randvik. Nabobygdene er Dypvåg, Holt, Vegårshei, Gjerstad og Sannidal. Den største ø i Søndeled er Barmen som ligger midt i Søndeledfjorden.

## Kommunens historie
Søndeled ble oprettet som Søndeled formandskabsdistrikt i 1837. 1. januar 1867 blev en ubeboet del af Søndeled overført til Dypvåg kommune. 1. januar 1901 blev en del af Søndeled med 658 indbyggere overført til Risør. 1. januar 1964 blev Søndeled og Risør slået sammen til en kommune med navnet Risør kommune. Søndeled havde ved sammenlægningen 3.134 indbyggere, Risør 3.002.

## Gjerstadvassdraget og Visedal
Gjerstadvassdraget har sit udløb inderst i Søndeledfjorden, i Søndeled. Det har udspring ved Havrefjell i Nissedal kommune og løber gennem hele Gjerstad kommune og til Søndeled. Vissedal er navnet på dalstrøget  som går fra Søndeled og op til Øvrebygda i Gjerstad kommune.